# デビスカップ1903
第3回 デビスカップ（当時の名称：International Lawn Tennis Challenge, 国際ローンテニス・チャレンジ）に関する記事。1903年8月4日-8日にかけて行われた。

## 第3回大会
この年まで、デビスカップはアメリカとイギリスの2か国のみで行われた。最初期のイギリス・チームは「イギリス諸島」（British Isles）というチーム名であり、1912年までこの国名でデビスカップに出場した。1903年のイベントはアメリカ・マサチューセッツ州ボストン市内にある「ロングウッド・クリケット・クラブ」（1900年の第1回大会と同じ場所）で実施され、イギリス諸島が初優勝した。
第1回大会の1900年から1939年までは、大会の正式名称は「インターナショナル・ローンテニス・チャレンジ」（International Lawn Tennis Challenge）であった。ウィキペディア日本語版記事では、すべてのイベントを「デビスカップxxxx」として記載する。

## 代表選手
- アメリカ：ロバート・レン、ウィリアム・ラーンド、ジョージ・レン
- イギリス諸島：レジナルド・ドハティー、ローレンス・ドハティー

## 試合結果
| · アメリカ合衆国 · 1 | ロングウッド・クリケット・クラブ(マサチューセッツ州ボストン) 1903年8月4-8日 | ロングウッド・クリケット・クラブ(マサチューセッツ州ボストン) 1903年8月4-8日     | · イギリス諸島 · 4 |     |     |     |     |     |
| \| \| \| \| 1 \| 2 \| 3 \| 4 \| 5 \| \| \| - \| \| ------------------------------------------------------------------------------- \| --- \| --- \| --- \| --- \| --- \| --- \| \| 1 \| \| ウィリアム・ラーンド レジナルド・ドハティー \| \| \| \| \| \| w/o \| \| 2 \| \| ロバート・レン ローレンス・ドハティー \| 0 6 \| 3 6 \| 4 6 \| \| \| \| \| 3 \| \| ジョージ・レン / ロバート・レン ローレンス・ドハティー / レジナルド・ドハティー \| 5 7 \| 7 9 \| 6 2 \| 3 6 \| \| \| \| 4 \| \| ウィリアム・ラーンド ローレンス・ドハティー \| 3 6 \| 8 6 \| 0 6 \| 6 2 \| 5 7 \| \| \| 5 \| \| ロバート・レン レジナルド・ドハティー \| 4 6 \| 6 3 \| 3 6 \| 8 6 \| 4 \| \| |                                                                             |                                                                                 |                    |     |     |     |     |     |
| |                                                                             |                                                                                 | 1                  | 2   | 3   | 4   | 5   |     |
| 1 | アメリカ合衆国 · イギリス                                                   | ウィリアム・ラーンド レジナルド・ドハティー                                     |                    |     |     |     |     | w/o |
| 2 | アメリカ合衆国 · イギリス                                                   | ロバート・レン ローレンス・ドハティー                                           | 0 6                | 3 6 | 4 6 |     |     |     |
| 3 | アメリカ合衆国 · イギリス                                                   | ジョージ・レン / ロバート・レン ローレンス・ドハティー / レジナルド・ドハティー | 5 7                | 7 9 | 6 2 | 3 6 |     |     |
| 4 | アメリカ合衆国 · イギリス                                                   | ウィリアム・ラーンド ローレンス・ドハティー                                     | 3 6                | 8 6 | 0 6 | 6 2 | 5 7 |     |
| 5 | アメリカ合衆国 · イギリス                                                   | ロバート・レン レジナルド・ドハティー                                           | 4 6                | 6 3 | 3 6 | 8 6 | 4   |     |

## 参考資料
- 公式サイト　参考資料はすべて公式サイトから引き出せるが、様々な種類の資料を見いだせることから、各記事中にも直接関連するリンクを掲載する。
- 第3回試合結果
- イギリス諸島　（1900年-1912年まで）